# Lophodolos acanthognathus
Lophodolos acanthognathus är en fiskart som beskrevs av Regan 1925. Lophodolos acanthognathus ingår i släktet Lophodolos och familjen Oneirodidae. Inga underarter finns listade i Catalogue of Life.